# Piotr Pawlicki (ur. 1994)
Piotr Pawlicki (ur. 30 listopada 1994 w Lesznie) – polski żużlowiec.
Syn Piotra Pawlickiego i brat Przemysława Pawlickiego – również żużlowców.
Wychowanek Unii Leszno, indywidualny mistrz Polski 2018, medalista m.in. drużynowych mistrzostw świata i indywidualnych mistrzostw świata juniorów.

## Kariera
Licencję żużlową zdobył w 2010 roku na torze w Częstochowie. Już w tym samym roku wywalczył srebrny medal w Młodzieżowych Indywidualnych Mistrzostwach Wielkopolski, natomiast w rozgrywkach Ligi Juniorów wraz z drużyną Unii Leszno zajął trzecie miejsce. W kolejnym sezonie odniósł pierwsze znaczące sukcesy, również na arenie międzynarodowej.

### 2011
W sezonie 2011 wraz z bratem reprezentował barwy Stokłosy Polonii Piła, którą wprowadził do 1 ligi. Otrzymał powołanie do kadry narodowej juniorów. Startował jako stały uczestnik w Indywidualnych Mistrzostwach Świata Juniorów. Punkty zdobywał w dwóch z czterech rozegranych finałów i ostatecznie uplasował się na 9. pozycji. Jednym z jego największych sukcesów było wywalczenie złotego medalu w finale Indywidualnych Mistrzostw Europy Juniorów rozegranym w Lublanie. Kolejnym jego sukcesem był tytuł Młodzieżowego Indywidualnego Mistrza Polski na torze w Gorzowie Wielkopolskim. W Pile wspólnie z Jarosławem Hampelem i Przemysławem Pawlickim zdobył złoty medal Mistrzostw Europy Par. W barwach klubu WTS Nice Warszawa w Bydgoszczy wywalczył brązowy medal Młodzieżowych Drużynowych Mistrzostw Polski. Zadebiutował w finale Indywidualnych Mistrzostw Polski, zajmując w Lesznie 5. miejsce. Wraz z bratem zdobył złoty medal MMPPK w barwach WTS Warszawa. Wystąpił w finale Brązowego Kasku na torze w Częstochowie i wywalczył w nim srebrny medal. Startował również w lidze szwedzkiej, gdzie reprezentował barwy Piraterny Motala. Wraz z drużyną zdobył wówczas złoty medal. Sezon 2011 zakończył przedwcześnie po upadku w czwartym finale IMŚJ w Gnieźnie, w wyniku którego złamał rękę.
W sezonie 2011 startował w następujących klubach: w Polsce – Stokłosa Polonia Piła, w Anglii – Coventry Bees, w Szwecji – Piraterna Motala, w Danii – Holsted oraz w Niemczech – AC Landshut.

### 2012
W sezonie 2012 podpisał kontrakt z Unią Leszno. Otrzymał powołanie do kadry narodowej juniorów. Był stałym uczestnikiem Indywidualnych Mistrzostw Świata Juniorów. Wystąpił jednak tylko w trzech z siedmiu rund i ostatecznie w klasyfikacji generalnej zajął 16. pozycję. Przed rozegraniem czwartej rundy IMŚJ Pawlicki w wyniku upadku doznał kontuzji barku, która wyeliminowała go z rywalizacji. W rozgrywkach o Młodzieżowe Drużynowe Mistrzostwo Polski nadal reprezentował barwy WTS Warszawa i wraz z drużyną zdobył 3. miejsce. Wraz z Przemysławem Pawlickim i Damianem Balińskim wywalczył złoty medal w finale MPPK na torze w Lesznie. W finale Brązowego Kasku w Gdańsku zdobył srebrny medal. Zajął pierwsze miejsce w turnieju o Złoty Kask rozegranym w Gorzowie Wielkopolskim. Wraz z drużyną Unii Leszno wygrał zawody Ligi Juniorów. Reprezentując Polskę w Drużynowych Mistrzostwach Europy Juniorów zdobył złoty medal. Sezon 2012 zakończył przedwcześnie z powodu odniesionej poważnej kontuzji barku w pierwszym spotkaniu finałowym szwedzkiej Elitserien.

### 2013
W sezonie 2013 nadal reprezentował barwy Unii Leszno. Otrzymał powołanie do kadry narodowej juniorów. Jego największym sukcesem było zdobycie srebrnego medalu Indywidualnych Mistrzostw Świata Juniorów po tym, jak zwyciężył w dwóch z trzech rund finałowych. Wraz z polską reprezentacją wywalczył srebrny medal Drużynowych Mistrzostw Świata Juniorów w Pardubicach oraz złoty medal w Drużynowych Mistrzostwach Europy Juniorów w Opolu. Zajął trzecią pozycję w turnieju o Brązowy Kask w Łodzi i wygrał Srebrny Kask w Rawiczu. Reprezentując barwy Piraterny Motala w szwedzkiej Elitserien wywalczył złoty medal.

### 2014
W sezonie 2014 został Indywidualnym Mistrzem Świata Juniorów, a z kolegami z Unii Leszno sięgnął po srebrny medal w Drużynowych Mistrzostwach Polski.

### 2015
W 2015 roku osiągnął najważniejszy sportowy cel – wywalczył awans do pełnego cyklu Grand Prix. W ostatnim juniorskim starcie, 31 października 2015, zdobył w australijskiej Mildurze komplet punktów i poprowadził reprezentację narodową do Drużynowego Mistrzostwa Świata.

### 2016
Mając niespełna 22 lata, dokonał tego samego co w 2015 roku już jako kapitan seniorskiej kadry. Przy okazji, w szwedzkiej Malilli, po raz pierwszy w karierze stanął na podium Grand Prix.

### 2017
2017 rok to kolejne sukcesy Piotra. Najpierw na Łotwie wygrał swój pierwszy turniej Grand Prix w karierze, dedykując triumf mamie, która dzień wcześniej świętowała Dzień Matki. Kilka tygodni później, z Fogo Unią Leszno, Pawlicki ponownie wywalczył Drużynowe Mistrzostwo Polski.

### 2018
W 2018 roku Piotr sięgnął po tytuł Indywidualnego Mistrza Polski, wygrywając na swoim ukochanym torze w Lesznie. Tradycyjnie, obok złotego medalu, zgarnął Puchar im. Józefa Dochy, mistrzowską szarfę i słynną Czapkę Kadyrowa, na której wyszyje swoje nazwisko. Pawlicki został pierwszym od siedmiu lat zawodnikiem Unii, który wygrał IMP. Trzy miesiące później kapitan „Byków” poprowadził swój zespół do obrony Drużynowego Mistrzostwa Polski.

### 2019
W sezonie 2019 Piotr wraz z Unią Leszno po raz trzeci z rzędu sięgnął po mistrzostwo Polski, przy okazji jeszcze bardziej podkręcając swoje indywidualne statystyki.

### Starty w Grand Prix (Indywidualnych Mistrzostwach Świata na Żużlu)

#### Zwycięstwa w poszczególnych zawodachGrand Prix
| Nr | Dzień   | Rok  | Nazwa            | Miejscowość | Tor                      | Długość toru |
| -- | ------- | ---- | ---------------- | ----------- | ------------------------ | ------------ |
| 1. | 27 maja | 2017 | Grand Prix Łotwy | Dyneburg    | Latvijas spīdveja centrs | 373m         |

#### Miejsca na podium
| Nr | Dzień       | Rok  | Nazwa              | Miejscowość | Tor                      | Miejsce | Punkty | Biegi           | Zwycięzca    |
| -- | ----------- | ---- | ------------------ | ----------- | ------------------------ | ------- | ------ | --------------- | ------------ |
| 1. | 14 sierpnia | 2016 | Grand Prix Szwecji | Målilla     | G&B Stadium              | 3.      | 13     | (1,3,0,3,3,2,1) | Greg Hancock |
| 2. | 27 maja     | 2017 | Grand Prix Łotwy   | Dyneburg    | Latvijas spīdveja centrs | 1.      | 18     | (1,2,3,3,3,3,3) | –            |

#### Punkty w poszczególnych zawodachGrand Prix
| Sezon 2015           |                        |                     |                                |                                |                                |                                 |                                 |                       |                       |                          |                          |         |         |         |         |         |         |         |         |         |         |        |        |        |        |        |        |        |        |        |        |        |
| GP Polski – Warszawa | GP Finlandii – Tampere | GP Czech – Praga    | GP Wielkiej Brytanii – Cardiff | GP Łotwy – Dyneburg            | GP Szwecji – Målilla           | GP Danii – Horsens              | GP Polski – Gorzów Wielkopolski | GP Słowenii – Krško   | GP Sztokholmu – Solna | GP Polski – Toruń        | GP Australii – Melbourne | miejsce | miejsce | miejsce | miejsce | miejsce | miejsce | miejsce | miejsce | miejsce | miejsce | punkty | punkty | punkty | punkty | punkty | punkty | punkty | punkty | punkty | punkty |        |
| 1                    | –                      | –                   | –                              | –                              | –                              | –                               | –                               | –                     | –                     | 7                        | –                        | 19      | 19      | 19      | 19      | 19      | 19      | 19      | 19      | 19      | 19      | 8      | 8      | 8      | 8      | 8      | 8      | 8      | 8      | 8      | 8      |        |
| Sezon 2016           |                        |                     |                                |                                |                                |                                 |                                 |                       |                       |                          |                          |         |         |         |         |         |         |         |         |         |         |        |        |        |        |        |        |        |        |        |        |        |
| GP Słowenii – Krško  | GP Polski – Warszawa   | GP Danii – Horsens  | GP Czech – Praga               | GP Wielkiej Brytanii – Cardiff | GP Szwecji – Målilla           | GP Polski – Gorzów Wielkopolski | GP Niemiec – Teterow            | GP Sztokholmu – Solna | GP Polski – Toruń     | GP Australii – Melbourne | miejsce                  | miejsce | miejsce | miejsce | miejsce | miejsce | miejsce | miejsce | miejsce | miejsce | miejsce | punkty | punkty | punkty | punkty | punkty | punkty | punkty | punkty | punkty | punkty | punkty |
| 8                    | 4                      | 5                   | 6                              | 14                             | 13                             | 10                              | 11                              | 10                    | 10                    | 8                        | 6                        | 6       | 6       | 6       | 6       | 6       | 6       | 6       | 6       | 6       | 6       | 99     | 99     | 99     | 99     | 99     | 99     | 99     | 99     | 99     | 99     | 99     |
| Sezon 2017           |                        |                     |                                |                                |                                |                                 |                                 |                       |                       |                          |                          |         |         |         |         |         |         |         |         |         |         |        |        |        |        |        |        |        |        |        |        |        |
| GP Słowenii – Krško  | GP Polski – Warszawa   | GP Łotwy – Dyneburg | GP Czech – Praga               | GP Danii – Horsens             | GP Wielkiej Brytanii – Cardiff | GP Szwecji – Målilla            | GP Polski – Gorzów Wielkopolski | GP Niemiec – Teterow  | GP Sztokholmu – Solna | GP Polski – Toruń        | GP Australii – Melbourne | miejsce | miejsce | miejsce | miejsce | miejsce | miejsce | miejsce | miejsce | miejsce | miejsce | punkty | punkty | punkty | punkty | punkty | punkty | punkty | punkty | punkty | punkty |        |
| 7                    | 7                      | 18                  | 7                              | 4                              | 1                              | 6                               | 9                               | 4                     | 6                     | 10                       | 2                        | 11      | 11      | 11      | 11      | 11      | 11      | 11      | 11      | 11      | 11      | 81     | 81     | 81     | 81     | 81     | 81     | 81     | 81     | 81     | 81     |        |

| Statystyki        | Statystyki |
| ----------------- | ---------- |
| Starty            | 25         |
| Zwycięstwa        | 1          |
| Miejsca na podium | 2          |
| Finalista         | 2          |
| Punkty            | 188        |

### Drużynowe Mistrzostwa Świata Juniorów
| Dzień       | Rok  | Drużyna | Miejscowość | Miejsce                     | Skład | Punkty  | Biegi       | Zwycięzca |
| ----------- | ---- | ------- | ----------- | --------------------------- | ----- | ------- | ----------- | --------- |
| 3 września  | 2011 | Polska  | Bałakowo    | 7. (2. miejsce w półfinale) | [ a ] | 10 (54) | (2,3,w,2,3) | Rosja     |
| 28 września | 2013 | Polska  | Pardubice   | 2.                          | [ b ] | 8 (41)  | (2,3,2,1,w) | Dania     |
| 23 sierpnia | 2014 | Polska  | Slangerup   | 1.                          | [ c ] | 14 (51) | (3,3,3,2,3) | –         |

### Drużynowe Mistrzostwa Europy Juniorów
| Dzień      | Rok  | Drużyna | Miejscowość | Miejsce | Skład | Punkty  | Biegi       | Zwycięzca |
| ---------- | ---- | ------- | ----------- | ------- | ----- | ------- | ----------- | --------- |
| 8 września | 2012 | Polska  | Landshut    | 1.      | [ d ] | 14 (48) | (3,3,2,3,3) | –         |
| 6 lipca    | 2013 | Polska  | Opole       | 1.      | [ e ] | 12 (50) | (3,3,3,-,3) | –         |
| 28 czerwca | 2014 | Polska  | Herxheim    | 1.      | [ f ] | 9 (49)  | (3,3,3)     | –         |

### Drużynowe Mistrzostwa Polski
| Sezon | Klub                           | Miejsce | Średnia biegowa | Liga           | Zwycięzca ligi               | Mistrz Polski                |
| ----- | ------------------------------ | ------- | --------------- | -------------- | ---------------------------- | ---------------------------- |
| 2010  | Unia Leszno                    | 1.      | NS              | Ekstraliga     | –                            | –                            |
| 2011  | Stokłosa Polonia Piła          | 1.      | 2,369           | II Liga        | –                            | Stelmet Falubaz Zielona Góra |
| 2012  | Unia Leszno                    | 5.      | 1,692           | Ekstraliga     | Azoty Tauron Tarnów          | Azoty Tauron Tarnów          |
| 2013  | Fogo Unia Leszno               | 6.      | 1,929           | Ekstraliga     | Stelmet Falubaz Zielona Góra | Stelmet Falubaz Zielona Góra |
| 2014  | Fogo Unia Leszno               | 2.      | 2,000           | Ekstraliga     | Stal Gorzów Wielkopolski     | Stal Gorzów Wielkopolski     |
| 2015  | Fogo Unia Leszno               | 1.      | 2.192           | PGE Ekstraliga | __                           | __                           |
| 2016  | Fogo Unia Leszno               | 7.      | 1.638           | PGE Ekstraliga | Stal Gorzów Wielkopolski     | Stal Gorzów Wielkopolski     |
| 2017  | Fogo Unia Leszno               | 1.      | 1.920           | PGE Ekstraliga | Stal Gorzów Wielkopolski     | __                           |
| 2018  | Fogo Unia Leszno               | 1.      | 2.043           | PGE Ekstraliga | __                           | __                           |
| 2019  | Fogo Unia Leszno               | 1.      | 2.133           | PGE Ekstraliga | __                           | __                           |
| 2020  | Fogo Unia Leszno               | 1.      | 2.000           | PGE Ekstraliga | __                           | __                           |
| 2021  | Fogo Unia Leszno               | 4.      | 1.677           | PGE Ekstraliga | Betard Sparta Wrocław        | Betard Sparta Wrocław        |
| 2022  | Fogo Unia Leszno               | 6.      | 1.820           | PGE Ekstraliga | Motor Lublin                 | Motor Lublin                 |
| 2023  | Betard Sparta Wrocław          | 2.      | 1.701           | PGE Ekstraliga | Betard Sparta Wrocław        | Motor Lublin                 |
| 2024  | Novyhotel Falubaz Zielona Góra | 6.      | 1.675           | PGE Ekstraliga | Motor Lublin                 | Motor Lublin                 |

### Indywidualne Mistrzostwa Polski
| Dzień                           | Rok  | Klub                              | Miejscowości                   | Miejsce                    | Punkty                     | Biegi                                  | Zwycięzca          |
| ------------------------------- | ---- | --------------------------------- | ------------------------------ | -------------------------- | -------------------------- | -------------------------------------- | ------------------ |
| 3 września                      | 2011 | Stokłosa Polonia Piła             | Leszno                         | 5.                         | 9                          | (3,w,3,0,3)                            | Jarosław Hampel    |
| 15 sierpnia                     | 2012 | Unia Leszno                       | Zielona Góra                   | NS w półfinale             | NS w półfinale             | NS w półfinale                         | Tomasz Jędrzejak   |
| 6 października                  | 2013 | Fogo Unia Leszno                  | Tarnów                         | 8. miejsce w półfinale     | 8. miejsce w półfinale     | 8. miejsce w półfinale                 | Janusz Kołodziej   |
| 14 sierpnia                     | 2014 | Fogo Unia Leszno                  | Zielona Góra                   | 2.                         | 14+2                       | (3,3,3,3,2)+2                          | Krzysztof Kasprzak |
| 5 lipca                         | 2015 | Fogo Unia Leszno                  | Gorzów Wielkopolski            | 16. miejsce w ćwierćfinale | 16. miejsce w ćwierćfinale | 16. miejsce w ćwierćfinale             | Maciej Janowski    |
| 1 lipca                         | 2016 | Fogo Unia Leszno                  | Leszno                         | 2.                         | 11+2                       | (3 3 2 1 2) +2                         | Patryk Dudek       |
| 2 lipca                         | 2017 | Fogo Unia Leszno                  | Gorzów Wielkopolski            | 9.                         | 7                          | (1,1,1,3,1)                            | Szymon Woźniak     |
| 4 sierpnia                      | 2018 | Fogo Unia Leszno                  | Leszno                         | 1.                         | 11+3+3                     | (3,3,1,2,2)+3+3                        | ---                |
| 14 lipca                        | 2019 | Fogo Unia Leszno                  | Leszno                         | 4.                         | 11+3+0                     | (3,W,2,3,3)+3+0                        | Janusz Kołodziej   |
| 7 września                      | 2020 | Fogo Unia Leszno                  | Leszno                         | 6.                         | 10+0                       | (2,2,1,2,3) +0                         | Maciej Janowski    |
| 11 lipca                        | 2021 | Fogo Unia Leszno                  | Leszno                         | 5.                         | 10+1                       | (0,3,1,3,3) +1                         | Bartosz Zmarzlik   |
| 25 maja                         | 2022 | Fogo Unia Leszno                  | Gdańsk                         | 14. miejsce w półfinale    | 14. miejsce w półfinale    | 14. miejsce w półfinale                | Bartosz Zmarzlik   |
| 8 czerwca 16 lipca 4 września   | 2023 | Betard Sparta Wrocław             | Rzeszów Piła Łódź              | 13.                        | 12 0 2                     | (3,2,0,3,3,1) (u,–,–,–,–) (0,1,1,0,0)  | Bartosz Zmarzlik   |
| 6 lipca 27 lipca 10 sierpnia    | 2024 | NovyHotel Falubaz Zielona Góra    | Łódź Bydgoszcz Lublin          | 5.                         | 9 7 12+w                   | (2,0,1,3,3) (2,1,2,0,2) (2,3,3,3,1) +w | Maciej Janowski    |
| 19 czerwca 19 lipca 15 sierpnia | 2025 | Krono-Plast Włókniarz Częstochowa | Toruń Ostrów Wlkp. Częstochowa | 9.                         | 10 – 6                     | (3,2,0,3,2) – (2,1,1,1,1)              | Patryk Dudek       |

### Indywidualne Mistrzostwa Świata Juniorów
| Dzień                                         | Rok  | Klub                  | Miejscowości                                                             | Miejsce | Punkty                 | Biegi                                                 | Zwycięzca             |
| --------------------------------------------- | ---- | --------------------- | ------------------------------------------------------------------------ | ------- | ---------------------- | ----------------------------------------------------- | --------------------- |
| 25.06, 24.07, 1.10, 9.10                      | 2011 | Stokłosa Polonia Piła | Poole, Holsted, Pardubice, Gniezno                                       | 9.      | 25 (12+0+13+0)         | (3,3,1,3,2), (u,-,-,-,-), (2,3,3,2,3)+2 (u,-,-,-,-)   | Maciej Janowski       |
| 25.07, 4.08, 17.08, 15.09, 13.10, 4.11, 11.11 | 2012 | Unia Leszno           | Lonigo, Lendava, Coventry, Tarnów, Pardubice, Bahía Blanca, Bahía Blanca | 16.     | 21 (9+8+4+NS+NS+NS+NS) | (2,3,3,1,w), (1,3,w,2,2), (u,1,2,1,u), NS, NS, NS, NS | Michael Jepsen Jensen |
| 29.06, 10.08, 14.09                           | 2013 | Fogo Unia Leszno      | Piła, Berwick, Terenzano                                                 | 2.      | 34 (10+12+12)          | (2,2,3,1,2), (3,3,3,0,3), (2,2,2,3,3)                 | Patryk Dudek          |
| 19.07, 17.08, 4.10                            | 2014 | Fogo Unia Leszno      | Lonigo, Ostrów Wlkp., Pardubice                                          | 1.      | 42 (15+15+12)          | (3,3,3,3,3), (3,3,3,3,3), (2,3,3,3,1)+2               | –                     |

### Indywidualne Mistrzostwa Europy Juniorów
| Dzień       | Rok  | Klub                  | Miejscowość | Miejsce | Punkty | Biegi       | Zwycięzca        |
| ----------- | ---- | --------------------- | ----------- | ------- | ------ | ----------- | ---------------- |
| 9 lipca     | 2011 | Stokłosa Polonia Piła | Lublana     | 1.      | 14     | (3,3,3,3,2) | –                |
| 25 sierpnia | 2012 | Unia Leszno           | Opole       | 5.      | 10     | (2,2,3,2,1) | Bartosz Zmarzlik |
| 24 sierpnia | 2013 | Fogo Unia Leszno      | Güstrow     | –       | –      | NS          | Mikkel Michelsen |

### Indywidualne Międzynarodowe Mistrzostwa Ekstraligi
| Dzień       | Rok  | Klub             | Miejscowość | Miejsce | Punkty | Biegi           | Zwycięzca        |
| ----------- | ---- | ---------------- | ----------- | ------- | ------ | --------------- | ---------------- |
| 2 sierpnia  | 2015 | Fogo Unia Leszno | Leszno      | 2.      | 10+3+2 | (2,0,2,3,3)+3+2 | Grigorij Łaguta  |
| 5 sierpnia  | 2018 | Fogo Unia Leszno | Gdańsk      | 2.      | 11+2   | (3,2,2,3,1)+2   | Patryk Dudek     |
| 12 lipca    | 2019 | Fogo Unia Leszno | Gdańsk      | 2.      | 10+3+2 | (1,2,3,2,2)+3+2 | Bartosz Zmarzlik |
| 15 sierpnia | 2020 | Fogo Unia Leszno | Toruń       | 9.      | 7      | (2,2,2,W,1)     | Bartosz Zmarzlik |

### Młodzieżowe Indywidualne Mistrzostwa Polski
| Dzień       | Rok  | Klub                  | Miejscowość         | Miejsce        | Punkty         | Biegi          | Zwycięzca        |
| ----------- | ---- | --------------------- | ------------------- | -------------- | -------------- | -------------- | ---------------- |
| 11 września | 2010 | Unia Leszno           | Toruń               | R2 w półfinale | R2 w półfinale | R2 w półfinale | Maciej Janowski  |
| 2 września  | 2011 | Stokłosa Polonia Piła | Gorzów Wielkopolski | 1.             | 14             | (3,3,3,3,2)    | –                |
| 20 września | 2012 | Unia Leszno           | Bydgoszcz           | 7.             | 9              | (1,1,2,3,2)    | Maciej Janowski  |
| 13 września | 2014 | Fogo Unia Leszno      | Gorzów Wielkopolski | 2.             | 13             | (2,3,3,3,2)    | Szymon Woźniak   |
| 12 lipca    | 2015 | Fogo Unia Leszno      | Leszno              | 2.             | 14             | (2,3,3,3,3)    | Bartosz Zmarzlik |

### Złoty Kask
| Dzień           | Rok  | Klub                  | Miejscowość         | Miejsce                   | Punkty                    | Biegi                     | Zwycięzca           |
| --------------- | ---- | --------------------- | ------------------- | ------------------------- | ------------------------- | ------------------------- | ------------------- |
| 5 maja          | 2012 | Unia Leszno           | Gorzów Wielkopolski | 1.                        | 12+3                      | (2,2,3,2,3)+3             | –                   |
| 25 kwietnia     | 2013 | Fogo Unia Leszno      | Rawicz              | 7.                        | 8                         | (t,2,2,2,2)               | Maciej Janowski     |
| 14 kwietnia     | 2015 | Fogo Unia Leszno      | Lublin              | 3.                        | 12                        | (2,3,1,3,3)               | Przemysław Pawlicki |
| 25 kwietnia     | 2016 | Fogo Unia Leszno      | Tarnów              | 6.                        | 5                         | (3,0,2)                   | Patryk Dudek        |
| 20 kwietnia     | 2017 | Fogo Unia Leszno      | Zielona Góra        | 3.                        | 10+2                      | (0,3,2,2,3)+2             | Przemysław Pawlicki |
| 11 października | 2019 | Fogo Unia Leszno      | Gdańsk              | 3. miejsce w eliminacjach | 3. miejsce w eliminacjach | 3. miejsce w eliminacjach | Krzysztof Kasprzak  |
| 18 kwietnia     | 2022 | Fogo Unia Leszno      | Opole               | 7.                        | 8                         | (2,t,3,3,t)               | Bartosz Zmarzlik    |
| 6 maja          | 2023 | Sparta Wrocław        | Opole               | 3.                        | 12                        | (3,2,1,3,3)               | Maciej Janowski     |
| 1 kwietnia      | 2024 | Falubaz Zielona Góra  | Opole               | 9.                        | 7                         | (2,0,3,2,0)               | Dominik Kubera      |
| 21 kwietnia     | 2025 | Włókniarz Częstochowa | Opole               | 5.                        | 9                         | (1,1,2,2,3)               | Bartosz Zmarzlik    |

### Srebrny Kask
| Dzień       | Rok  | Klub                  | Miejscowość | Miejsce | Punkty | Biegi       | Zwycięzca           |
| ----------- | ---- | --------------------- | ----------- | ------- | ------ | ----------- | ------------------- |
| 10 września | 2011 | Stokłosa Polonia Piła | Wrocław     | 5.      | 11     | (3,2,2,2,2) | Maciej Janowski     |
| 27 lipca    | 2012 | Unia Leszno           | Rzeszów     | 12.     | 6      | (3,0,1,1,1) | Przemysław Pawlicki |
| 3 sierpnia  | 2013 | Fogo Unia Leszno      | Rawicz      | 1.      | 15     | (3,3,3,3,3) | –                   |
| 27 lipca    | 2014 | Fogo Unia Leszno      | Krosno      | 1.      | 14     | (3,3,2,3,3) | –                   |

### Brązowy Kask
| Dzień       | Rok  | Klub                  | Miejscowość | Miejsce | Punkty | Biegi         | Zwycięzca          |
| ----------- | ---- | --------------------- | ----------- | ------- | ------ | ------------- | ------------------ |
| 13 sierpnia | 2011 | Stokłosa Polonia Piła | Częstochowa | 2.      | 13     | (2,2,3,3,3)   | Patryk Dudek       |
| 3 września  | 2012 | Unia Leszno           | Gdańsk      | 2.      | 13+3   | (3,2,3,2,3)+3 | Krystian Pieszczek |
| 17 sierpnia | 2013 | Fogo Unia Leszno      | Łódź        | 3.      | 12+3   | (2,3,3,3,1)+3 | Krystian Pieszczek |